# Šalamoun Škultét
Šalamoun Škultét, též Salomon Scultet, Skultet a Sscultet ze Ssultysheimu, (kolem 1610? Vratislav – 1657? Praha), činný v letech 1636 - 1657, byl rytec pečetí, mincí a medailí v období raného baroka v Kutné Hoře, Praze a Jáchymově.

## Život
Do Čech si přinesl zachovací list města Vratislavi, rok narození není znám. Pracoval nejprve pro Albrechta z Valdštejna. Roku 1636 se uvádí jako měšťan kutnohorský a zaměstnanec tamní mincovny. Roku 1645 se (podruhé?) oženil v Praze a pracoval jako řezač želez v mincovnách v Jáchymově a v Praze, kde získal roku 1649 městské právo. Od roku 1649 pracoval se synem.
K nejvýznamnějším dílům patří jeho portrét císaře Ferdinanda III. na tolarech (řezaný podle předlohy Alessandra Abondia a korunovační medaile císařovny Eleonory. Za své služby byl císařem Ferdinandem III. povýšen do šlechtického stavu s predikátem ze Šultysheimu.
Kromě mincovních kolků řezal pečeti (označil se Pečírštecher), dále reliéfy medailí a svátostek. Značil monogramem SS.

## Dílo

### mince
- Tolar císaře Ferdinanda III., avers, Jáchymov 1641

### medaile
- Poutní medaile k vrácení paládia - reliéfu Panny Marie do Staré Boleslavi, Praha 1638
- Pamětní medaile ke korunovaci císaře Ferdinanda IV. 1646
- Pamětní medaile ke korunovaci císařovny Eleonory 1656
- Pamětní medaile ke korunovaci císaře Leopolda I. 1656